# Gran Sasso Rugby
Il Gran Sasso Rugby fu un club italiano di rugby a 15 con sede all'Aquila. Rappresentava il comprensorio aquilano della Valle dell'Aterno e giocava le sue partite a Villa Sant'Angelo (AQ), militando nel campionato nazionale di Serie A.

## Storia
L'attività sportiva della Gran Sasso Rugby iniziò nel 2001 con il lavoro svolto da Pierfrancesco Anibaldi e Paolo Perrotti, primo presidente e presidente onorario, presso L'Istituto Comprensivo di Navelli (AQ). Le finalità erano soprattutto rivolte ad avvicinare il maggior numero possibile di ragazzi al rugby, in una zona in cui non ci sono molti punti di aggregazione. Si sono andati via via sviluppando i settori giovanili fino ad arrivare, nella stagione sportiva 2006/07 ad avere tutti i settori giovanili: under 13, under 15, under 17, under 19 ed under 15 femminile.
La stagione 2008/09 è stata contraddistinta dal sisma che, nel mese di aprile, a campionati quasi conclusi, ha impedito di portare a termine i campionati under 19 ed under 17. Per quanto riguarda la squadra seniores, che ancora militava in Serie C, il campionato fu portato a termine il campionato tra enormi sacrifici da parte di atleti e dirigenza.
Dal 2004 al 2009 la Gran Sasso Rugby ha disputato il campionato di Serie C e tutti i campionati giovanili di categoria.
Nel 2010 la Gran Sasso viene promossa nel campionato italiano di Serie B. Vince il girone 4 del Campionato Nazionale di Serie B nella stagione 2011/12, conquistando le finali perse contro il Colorno per l'accesso alla Serie A.
La stagione 2012/13 segna la svolta: l'obiettivo è vincere nuovamente il campionato, per andare alle finali valevoli per l'accesso alla Serie A. La regular season è vinta con 96 punti, e nel doppio turno di finali, la Gran Sasso ha la meglio sul Tarvisium. È la prima storica promozione in Serie A. La sconfitta patita nella finale di andata a Treviso per 22 a 5 è ribaltata dalla partita dei ragazzi allenati da Pierpaolo Rotilio: davanti ai 2500 spettatori del Fattori, impianto della società L'Aquila Rugby Club, la Gran Sasso batte 26 a 9 il Tarvisium e, in virtù della quarta meta del capitano Daniele Giampietri, è promossa in Serie A.
La stagione 2013/14 si apre con l'inaugurazione degli impianti sportivi di Villa Sant'Angelo. Dopo tre anni, la Gran Sasso Rugby torna a giocare sul campo sportivo del borgo aquilano, completamente rinnovato. Nella sua prima stagione di Serie A, nel girone B, la Gran Sasso arriva quinta classificata, procurandosi la salvezza matematica sul campo dell'Amatori Capoterra la penultima giornata di campionato.

## Cronistoria
| Cronistoria del Gran Sasso Rugby |
| --- |
| - 2001 · Fondazione del Gran Sasso Rugby - 2001-2002 · Attività giovanile. - 2002-2003 · Attività giovanile. - 2003-2004 · Attività giovanile. - 2004-2005 · Serie C. - 2005-2006 · Serie C. - 2006-2007 · Serie C. - 2007-2008 · Serie C. - 2008-2009 · Serie C. - 2009-2010 · Serie C. Promossa in Serie B. - 2010-2011 · 6º girone D in Serie B. - 2011-2012 · 1º girone D in Serie B, perde i play-off promozione. - 2012-2013 · 1º girone D in Serie B, vince i play-off promozione. Promossa in Serie A2. - 2013-2014 · 5ª in Serie A2. Iscritto alla nuova Serie A. - 2014-2015 · 2º girone 4, 5ª pool 1 promozione in Serie A. - 2015-2016 · 3º girone 4, 6ª pool 1 promozione in Serie A. - 2016-2017 · 6º girone 4, 2ª pool 1 retrocessione in Serie A. - 2017-2018 · 6º girone 4, 6ª pool 2 retrocessione in Serie A. |